# Spokornica Magdalena (Caravaggio)
Spokornica Magdalena (imenovana tudi Pokesana Magdalena) je slika olje na platnu iz 16. stoletja italijanskega baročnega slikarja Caravaggia. Na sliki je upodobljena pokesana Marija Magdalena, ki se je skesano priklonila, ko je za seboj pustila svoje razuzdano življenje, njena znamenja pa zapustila ob sebi. V času dokončanja okoli 1594–1595 je bila slika nenavadna zaradi sodobnega realizma in odstopanja od tradicionalne Magdalenine ikonografije. Vabilo je tako na kritiko kot na pohvalo, s špekulacijami celo v 21. stoletju o namerah Caravaggia. Delo visi v galeriji Doria Pamphilj v Rimu.

## Kompozicija
Slika prikazuje mlado rjavolasko, ki čepi ali kleči na nizkem stolu z rokami, zataknjenimi v naročje. Ob njej je zbirka nakita in zamašena steklenica tekočine, polna skoraj tri četrtine. Njen pogled je obvrnjen od gledalca, glava obrnjena navzdol v položaju, ki je primerljiv s tradicionalnimi upodobitvami križanega Jezusa Kristusa. Ena sama solza teče po enem licu do nosu.

## Zgodovina
Slika je bila dokončana okoli 1594–1595 , v tem času je Caravaggio bival pri Giuseppeju Cesariju in Fantinu Petrignaniju. Sliko je skoraj zagotovo naročil Pietro Vittrice, guardarobauu papeža Gregorja XIII.  Znano je, da je Caravaggio za vzor svojih del uporabljal več prostitutk, zgodovinarji pa domnevajo, da je na tej sliki predstavljena Anna Bianchini.  Sodobni biografi navajajo, da je Bianchinijeva morda nastopila tudi v Caravaggiovih Smet Device, Marta in Magdalena (kot Marta) in Počitek na begu v Egipt. (kot Devica Marija). To je morda prva verska slika, ki jo je Caravaggio dokončal. 
Slika predstavlja odmik od običajnih slik spokornice Marije Magdalene iz Caravaggiovega obdobja, tako v upodobitvi v sodobnih oblačilih kot po besedah biografa Johna Varriana (2006), izogibanja »patetiki in otopeli čutnosti«, s katero je bil subjekt na splošno zdravljen. Dejansko je večina številnih upodobitev tega predmeta v umetnosti prikazala Magdaleno brez oblačil, kot je na Tizianovi sliki iz leta 1533, ko je propadla v tridesetih letih, ki jih je po srednjeveški legendi preživela, da se je v puščavi pokesala po Jezusovem vnebohodu. Caravaggiov odhod v realizem je šokiral njegovo prvotno občinstvo; po besedah Hilary Spurling v The New York Times Book Reviews (2001), »sodobniki so se pritoževali, da je bila njegova Marija Magdalena videti kot deklica iz soseske, ki si sama suši lase doma zvečer.« Desetletja po dokončanju slike je umetniški biograf iz 17. stoletja Gian Pietro Bellori ugotovil, da je Caravaggio pretvarjal verske podobe, tako da je na sicer sodobni žanrski prizor dodal predmete, povezane z Marijo Magdaleno - bokal z oljem in zavržen nakit. Toda jezuitski pesnik Giuseppe Silos dela očitno ni obravnaval in smatral kot potvarjeno duhovnost. Namesto tega je v svoji Pinacotheca sive Romana pictura et sculptura, objavljeni leta 1673, natančno pohvalil to in njenega slikarja.
»Vidimo lahko tiho kesanje, skrito v njeni vesti, v globinah srca pa jo zažge skrivni plamen. Vsekakor so barve Caravaggia tako živahne, da razkrivajo celo njene najbolj intimne občutke. Redka ptica je tisti slikar, ki lahko tako jasno razkrije s samo podobo tisto, kar se skriva v slepi temi vesti.«
V svoji kontroverzni sodobni biografiji M (2001) je Peter Robb predlagal, da bi lahko realizem dela in subtilni namigi nasilja, ki jih je zaznal - zlomljeni biseri in otekli obraz in roke osebe - nakazali politično razsežnost, komentar na zlorabe kurtizan v času Caravaggia s strani policije v Rimu. Na podlagi zapisov iz Bianchinijinega življenja Robb domneva, da bi Bianchinijevo lahko javno bičali, mazilo v kozarcu je bilo za to zdravljenje, njena poškodba pa navdih Caravaggiu.
Karkoli je navdihnilo Caravaggiovo Magdaleno, je njegova slika navdihnila Georgesa de La Toura, da je naredil več različic teme. De la Tour je dramatično spremenil kot svojega slikanja. Čeprav Magdalena ostaja sedeča, obrnjenega obraza, z rokami v naročju, jo močno osvetli sveča, postavljena pred ogledalo in v naročju ziblje lobanjo.